# Dominique Guillo
Pour les articles homonymes, voir Guillo.
Dominique Guillo, est un comédien, metteur en scène, réalisateur, et producteur français né à Aubenas.

## Biographie
À 16 ans, le Prix d'Art dramatique du conservatoire de Nice en poche, Dominique Guillo s'installe à Paris et intègre la classe supérieure du Cours Jean-Laurent Cochet. Quatre ans plus tard, il décroche le concours de la classe libre du Cours Florent, avec Francis Huster comme professeur.
S'ensuivent une trentaine de pièces de théâtre, dont L'Avare qu'il jouera mille fois, La Nuit de Valognes, première pièce d'Éric-Emmanuel Schmitt, et plus récemment Les Héritiers d'Alain Krief, L'Effet papillon au Théâtre Marigny, et Sœurs malgré tout en 2016 au Théâtre Tête d'or à Lyon. Également chanteur, Dominique Guillo tient en 1999 aux côtés de Francis Lalanne le rôle principal de la comédie musicale Mégalopolis d'Herbert Pagani au Bataclan.
1993 est l'année de sa révélation sur le petit écran. Aux côtés de Macha Méril, il interprète le rôle principal du téléfilm Le Don sur France 2. Sa notoriété s'affirme en 1998 avec l'arrivée sur France 2 du Lieutenant Siskowski pour 78 épisodes de la série La Crim', diffusée avec succès pendant huit ans. Depuis, Dominique Guillo est présent dans de nombreux téléfilms tels que Le Rêve d'Esther, Les Moissons de l'océan, Suspectes avec Ingrid Chauvin, Victor Sauvage aux côtés de Jean-Luc Reichmann, La Loi de Barbara avec Josiane Balasko, et dernièrement Demain nous appartient sur TF1.
Au cinéma, il obtient le Grand Prix d'Interprétation au Festival du Jeune Comédien de Béziers pour le film Bruits d'Amour, et tient le rôle principal des Insaisissables, dernier long métrage de Christian Gion.
Également réalisateur, il signe neuf épisodes de La Crim' pour France 2, deux courts-métrages dont Comme un Silence, plusieurs fois primé, et quatre épisodes de Duval et Moretti, adaptation française de Starsky et Hutch pour M6. Depuis 2021, il est un des réalisateurs récurrents de la série Demain nous appartient sur TF1.
En 2012, Dominique Guillo importe de Broadway et met en scène à Bobino la comédie musicale Avenue Q, dont il confie l'adaptation française à Bruno Gaccio. Le spectacle sera nommé pour la "Meilleure comédie musicale" lors de la 8e cérémonie des Globes de Cristal.
En 2012 toujours, il co-fonde la société de production Monbo Prod, et produit notamment pour La Chaîne THÉÂTRES une collection de 31 Master Class de Théâtre.
En 2015, il met en scène Coiffure et Confidences, nouvelle adaptation de Potins de femmes. Jouée en tournée puis au Théâtre Michel, la pièce est captée en 2017 pour C8. S'ensuivent plusieurs mises en scène, dont Nuit d'ivresse de Josiane Balasko, avec Élisabeth Buffet et Denis Maréchal, Sur la route de Madison avec Clémentine Célarié et Aurélien Recoing, et Récréation au Théâtre du Chêne noir, à l'occasion du Festival d'Avignon 2018.
En 2023, toujours au Festival d'Avignon, il adapte avec Brice Hillairet et met en scène la comédie musicale rock queer Hedwig and the Angry Inch, de John Cameron Mitchell et Stephen Trask. Le spectacle est ensuite joué au Café de la Danse puis à La Scala, à Paris, et en tournée.

## Formation
- Cours Florent - classe libre Francis Huster
- Cours Jean-Laurent Cochet - classe supérieure
- Conservatoire à rayonnement régional de Nice

## Filmographie
Sauf indication contraire, les informations mentionnées dans cette section peuvent être confirmées par la base de données cinématographiques IMDb,  présente dans la section « Liens externes ».

### Télévision
- 1990 : Le Feu et l'Espérance de Jean Baudin
- 1990 : Secrets d'alcôves de Marcel Jullian
- 1993 : Nestor Burma (série télévisée), saison 2 épisode 4 Mic mac moche au Boul'mich, réalisé par Henri Helman : Ricardo
- 1993 : Le Don de David Delrieux : Marc
- 1994 : Police secrets, épisode Les Nuiteux, réalisé par Josée Dayan : l'assistant du commissaire
- 1994 : Des enfants dans les arbres de Pierre Boutron
- 1995 : Les Filles du Lido, mini-série réalisée par Jean Sagols
- 1995 : Les Cordier, juge et flic, épisode Une mort programmée, réalisé par Jacques Cortal : Christian
- 1995 : La Musique de l'amour : Robert et Clara de Jacques Cortal
- 1996 : Le Rêve d'Esther de Jacques Otmezguine : Sacha adulte
- 1996 : La Peau du chat de Jacques Otmezguine : le jeune premier
- 1996 - 1997 : Le juge est une femme, épisodes La fille ainée réalisé par Pierre Boutron et Drôle de jeu réalisée par Daniel Vigne : Stern
- 1997 : Un homme de Robert Mazoyer
- 1997 : Rachel et ses amours de Jacob Berger : Joseph
- 1997 : La Sauvageonne de Stéphane Bertin : Marc
- 1998 : Vertiges, épisode La spirale, réalisé par Miguel Courtois : Jean-Christophe
- 1998 : Elle a l'âge de ma fille de Jacques Otmezguine : Sandro
- 1998 : Les Moissons de l'océan de François Luciani : Nicolas Galvès
- 1998 : Louis la Brocante, épisode Louis et Violette, réalisé par Pierre Sisser : Marc
- 1998 : Une si jolie mariée de Jacques Audoir : Marc
- 1999 : Marie Fransson, épisode Positif, réalisé par Jean-Pierre Vergne : Luc Augereau
- 1999 - 2006 : La Crim', série créée par Miguel Courtois, Dennis Berry, Denis Amar : Lt. Alexandre « Sisko » Siskowski
- 2000 : Julie Lescaut, épisode Destins croisés, réalisé par Alain Wermus : Antoine / Bastien
- 2001 : Une femme d'honneur, épisode Double vue, réalisé par Dominique Tabuteau : Daniel Magellan
- 2002 : On ne choisit pas sa famille de François Luciani : Pierre Vermont
- 2002 : La Grande Brasserie de Dominique Baron : Mathieu Gendron
- 2005 : Les Cordier, juge et flic, épisode Silences coupables, réalisé par Alain Wermus : Lombard
- 2006 : Léa Parker, épisode Chantage, réalisé par Jean-Pierre Prévost : Paul Marex
- 2007 : René Bousquet ou le Grand Arrangement de Laurent Heynemann : Guy Bousquet
- 2007 : Suspectes, mini-série créée par Cécile et Martin Guyot : Daniel Devaux
- 2007 : La Légende des trois clefs, min-série réalisée par Patrick Dewolf : Sandoz
- 2008 : Duval et Moretti, épisode Le frère de Moretti, réalisé par lui-même : Adrien Langlois
- 2008 : Terre de lumière, mini-série créée par Jacqueline Caüet et Sarah Romano : Paul Desmazures
- 2010 - 2011 : Victor Sauvage, série créée par Christiane Lebrima et Marc Roux : Laurent Merrick
- 2012 : Section de recherches, épisode Les Mailles du filet, réalisé par Christian Guérinel : Christian Brunet
- 2013 : Les Limiers, épisode Fugitive, réalisé par Alain DesRochers : Grégoire Lormont
- 2013 : Commissaire Magellan, épisode Chasse gardée, réalisé par Étienne Dhaene : Latournerie
- 2014 : Camping Paradis, épisode Cœur à cœur, réalisé par Philippe Proteau : Philippe Marty
- 2014 : La Loi de Barbara, épisode Parole contre parole, réalisé par Didier Le Pêcheur : Pierre Consigny
- 2014 : La Loi selon Bartoli, saison 1 épisode 3, réalisé par François Velle : Bernard Althuser
- 2015 : The Heavy Water War : Les Soldats de l'ombre (Kampen om tungtvannet), saison 1 épisode 1, réalisé par Per-Olav Sørensen (no) : Jaques Allier
- 2015 : Candice Renoir, épisode Les apparences sont souvent trompeuses, réalisé par Stéphane Malhuret : Pierre Berard
- 2016 : Munch, épisode Ultime recours, réalisé par Nicolas Guicheteau
- 2019 : Commissaire Magellan, épisode Rêve brisé, réalisé par Étienne Dhaene : Jérôme
- 2021 : Munch, réalisé par Nicolas Guicheteau et Julien Séri
- 2018-2022 et 2024-2025 : Demain nous appartient, série créée par Frédéric Chansel, Laure de Colbert, Nicolas Durand-Zouky, Éline Le Fur, Fabienne Lesieur et Jean-Marc Taba : Robin Bellanger (saisons 1 à 3, 5 et 8)

### Réalisation

#### Télévision
- 2002-2003 : La Crim'
  - épisode 46 : Hache de guerre
  - épisode 47 : Sacrifice
  - épisode 48 : Derrière le miroir
  - épisode 49 : Ivresse mortelle
  - épisode 50 : Le Secret
  - épisode 51 : Sans concession
  - épisode 52 : Jugement dernier
  - épisode 53 : Enfance volée
  - épisode 54 : Meurtre sous influence
- 2007 : Duval et Moretti
  - épisode 10 : Le Frère de Moretti
  - épisode 13 : Une affaire de nez
  - épisode 16 : Dangereuses doublures
  - épisode 20 : Frères d'âmes
- 2021- 2025 : Demain nous appartient
  - saison 4 : épisodes 972 à 981
  - saison 5 : épisodes 1072 à 1081
  - saison 6 : épisodes 1262 à 1270
  - saison 6 : épisodes 1411 à 1420
  - saison 7 : épisodes 1729 à 1738
  - saison 8 : épisodes 1861 à 1870
  - saison 8 : épisodes 1941 à 1962

### Cinéma

#### Longs métrages
- 1995 : Fiesta de Pierre Boutron : le chauffeur espagnol
- 1997 : Bruits d'amour de Jacques Otmezguine
- 1999 : Un chat dans la gorge de Jacques Otmezguine
- 2000 : Les Insaisissables de Christian Gion : Romain
- 2002 : Féroce de Gilles de Maistre : Debourguen
- 2022 : Amor de Madre (Sous les palmiers, ma mère) de Paco Caballero (Netflix)

#### Courts métrages
- 1993 : Le bonheur est une idée neuve en Europe d'Emmanuel Bonn
- 1999 : Santa de Pierre Leccia
- 2000 : Point mort - (écriture et réalisation)
- 2001 : Comme un silence - (écriture et réalisation)
- 2006 : Ovulacion! d'Anne-Sophie Salles : Sandro
- 2014 : Un jour de lucidité d'Émilie et Sarah Barbault : Philippe Dumont

## Théâtre

### Comédien
- 1984 : Donogoo de Jules Romains, mis en scène par Jean-Laurent Cochet
- 1985 : Britannicus de Jean Racine, mis en scène par Claude Santelli
- 1985 : Les Tribulations d'un Chinois en Chine de Jules Verne, mis en scène par Olivier Médicus
- 1986 : Le Misanthrope, de Molière, mis en scène par Olivier Médicus
- 1986 : Mais n'te promène donc pas toute nue ! de Georges Feydeau, mis en scène par Olivier Médicus[3]
- 1989 : L'Avare de Molière, mis en scène par Patrick Pelloquet
- 1989 : Le Roi des Halles de Marcel Jullian, mis en scène par Jean Guichard
- 1989 : Les Maxibules de Marcel Aymé, mis en scène par Gérard Savoisien
- 1991 : La petite Molière (de Jean Anouilh, mis en scène par Gérard Savoisien
- 1991 : La Nuit de Valognes d'Éric-Emmanuel Schmitt, mis en scène par Jean-Luc Tardieu) à la Comédie des Champs-Élysées
- 1995 : Un inspecteur vous demande de John Boynton Priestley, mis en scène par Annick Blancheteau au Théâtre Daunou
- 1996 - 1997 : L'Avare de Molière, mis en scène par Denis Daniel
- 1999 : Mégalopolis, comédie musicale d'Herbert Pagani, mise en scène par Bernard Bitan, au Bataclan
- 2005 : Les Héritiers d'Alain Krief, mis en scène par Jean-Pierre Dravel et Olivier Macé au Théâtre Rive Gauche
- 2008 : L'Effet papillon de Caroline Duffau et Stéphan Guérin-Tillié, mis en scène par les auteurs, au Théâtre Marigny
- 2015 : Pour un oui ou pour un non de Nathalie Sarraute, mis en scène par Dominique Guillo et Olivier Sitruk au Conservatoire de Nice
- 2016 : Pour un oui ou pour un non de Nathalie Sarraute, mis en scène par Raymond Acquaviva au Festival Art’e Musica
- 2016 : Sœurs malgré tout d'Armelle Jover, mis en scène par Raymond Acquaviva au Théâtre Tête d'or

### Mise en scène
- 2012 : Avenue Q - adaptation de Bruno Gaccio - Bobino
- 2014 : Quand je serai grand j'écrirai un Requiem - de Xavier Goulard - Théâtre des Feux de la Rampe
- 2015 : Pour un oui ou pour un non - de Nathalie Sarraute - Conservatoire de Nice
- 2015 - 2016 : Nuit d'ivresse - de Josiane Balasko - tournée et théâtre Michel
- 2015 - 2017 : Coiffure et confidences - de Robert Harling, adaptation Didier Caron - tournée et théâtre Michel
- 2017 : Martial en pression - de Martial Bétirac - Théâtre des Feux de la Rampe
- 2018 : Récréation - de Sam Azulys et Arnaud Bertrand - Théâtre du Chêne Noir
- 2018 : Sur la route de Madison - adaptation de Didier Caron - tournée
- 2023 : Le Mystère Sunny d'Alain Teulié, théâtre Montparnasse
- 2023 - 2025 : Hedwig and the Angry Inch - coadaptation avec Brice Hillairet - Théâtre du Rouge Gorge, Café de la Danse, La Scala, et tournée

### Production
- 2013 : Le Récital Emphatique de Michel Fau - Captation - Théâtre des 13 Vents
- 2013 : Théâtralement Vôtre - 31 × 13 min - La Chaîne THÉÂTRES
- 2013 : La Master Class de Théâtre - 31 × 52 min - La Chaîne THÉÂTRES
- 2016 : Kiki de Montparnasse - Captation - Théâtre de la Huchette
- 2016 : Anquetil tout seul - Captation - Théâtre Hébertot
- 2017 : La Poupée sanglante - Captation - Théâtre de la Huchette

## Chanson
- 1995 : Dominique Guillo chante Felix Leclerc - théâtre des Champs-Élysées
- 1999 : Mégalopolis (de Herbert Pagani) - Comédie musicale
- 2005 : Le sel et le miel - Première partie solo - Olympia

## Doublage

### Cinéma

#### Films
- Hugh Jackman dans : 
  - Kate et Léopold (2001) : Léopold
  - Les Misérables (2012) : Jean Valjean
  - La Famille Pickler (2013) : Boyd Bolton
  - My Movie Project (2013) : Davis
- Jim Caviezel dans : 
  - La Vengeance de Monte Cristo (2002) : Edmond Dantès
  - Blackout (2006) : Jean Jacket
  - Déjà vu (2006) : Carroll Oerstadt
  - Long Weekend (2008) : Peter
- Rupert Everett dans : 
  - B. Monkey (1998) : Paul Neville
  - Un mari idéal (1999) : Lord Arthur Goring
  - Un couple presque parfait (2000) : Robert Whittaker
- Ulrich Mühe dans : 
  - La Vie des autres (2006) Gerd Wiesler
  - Mon Führer : la Vraie Véritable Histoire d'Adolf Hitler (2007) : Prof. Adolf « Israël » Grünbaum
- Scoot McNairy dans : 
  - Cogan: Killing Them Softly (2012) : Frankie
  - The Rover (2014) : Henry
- Guy Pearce dans : 
  - Des hommes sans loi (2012) : Charlie Rakes
  - Bloodshot (2020) : Dr Emil Harting
- 1998 : The Gingerbread Man : voix additionnelles
- 2002 : Laurel Canyon : Sam (Christian Bale)
- 2004 : Layer Cake : le personnage principal et narrateur jamais nommé (Daniel Craig)
- 2005 : Mémoires d'une geisha : Président Iwamura Ken (Ken Watanabe)
- 2010 : Le Plan B : Stan (Alex O'Loughlin)
- 2010 : Trust : Doug Tate (Jason Clarke)
- 2011 : Sanctum : Carl Hurley (Ioan Gruffudd)
- 2011 : Hugo Cabret : René Tabard (Michael Stuhlbarg)
- 2013 : Elysium : John Carlyle (William Fichtner)
- 2019 : Évasion 3 : The Extractors : Shen (Max Zhang)
- 2022 : Un Talent en or massif : Javi Guttierez (Pedro Pascal)

### Télévision

#### Séries télévisées
- Seth Peterson dans :
  - Providence (2001) : Robbie Hansen
  - Burn Notice (2009) : Nate Westen
- Pedro Pascal dans :
  - The Mandalorian (depuis 2019) : Din Djarin / Le Mandalorien
  - Le Livre de Boba Fett (2022) : Din Djarin / Le Mandalorien
- 2007 : Le Dernier Témoin : Dr Robert Kolmaar (Ulrich Mühe)
- 2009 : The Shield : Kevin Hiatt (Alex O'Loughlin)
- 2014 : Atlantis : le roi Laius (Tristan Gemmill)
- 2017 : The Halcyon : Joe O'Hara (Matt Ryan)

#### Téléfilms
- 2014 : The Normal Heart : ? ( ? )

## Distinctions
- 1998 : Grand Prix d'Interprétation au Festival du Jeune Comédien de Béziers pour le film Bruits d'Amour
- 2013 : Avenue Q nommé aux Globes de Cristal pour la meilleure comédie musicale
- 2024 : Hedwig and the Angry Inch nommé 6 fois aux Trophées de la Comédie Musicale, lauréat du Trophée du Spectacle Musical et de l'Artiste Interprète Masculin pour Brice Hillairet